# Tarpno, Tỉnh Warmian-Masurian
Tarpno [ˈtarpnɔ] (German Terpen) là một ngôi làng thuộc khu hành chính của Gmina Zalewo, thuộc hạt Iława, Warmian-Masurian Voivodeship, ở miền bắc Ba Lan. Nó nằm khoảng 5 kilômét (3 mi)   về phía đông bắc của Zalewo, 31 km (19 mi) phía bắc Iława và 55 km (34 mi)     về phía tây của thủ đô khu vực Olsztyn.
Làng có dân số 20 người.